# Maria Magdalena Kurpik
Maria Magdalena Kurpik (ur. 9 października 1956 w Warszawie) – muzealnik, historyk plakatu, wykładowca akademicki.

## Życiorys
Córka Wojciecha Kurpika i Danuty z Rowickich.
Dzieciństwo spędziła w Warszawie, Warcie, Toruniu i Sanoku. Po maturze wróciła do Warszawy gdzie w 1985 roku uzyskała dyplom na Wydziale Technologii Drewna SGGW przedstawiając pracę z wykorzystania naturalnych olejków eterycznych modrzewia do zabezpieczania drewna zabytkowego przed zagrożeniami mikologicznymi. W roku 1998  ukończyła dwuletnie Podyplomowe Studium Muzealnicze w Instytucie Historii Sztuki na Uniwersytecie Warszawskim. W ramach studium doktoranckiego prowadziła badania w zakresie plakatu fotograficznego i twórczości Wojciecha Zamecznika w Instytucie Sztuki PAN pod kierunkiem prof. Ireny Huml.
Karierę zawodową rozpoczęła w 1985 roku w Pracowni Konserwacji Książki w Dziale Zbiorów Specjalnych Biblioteki Narodowej w Warszawie na stanowisku zastępcy kierownika. Opracowała ramowy projekt w zakresie urządzeń i sprzętu konserwatorskiego do tworzonej w tych latach pracowni konserwacji w nowym gmachu Biblioteki Narodowej w Al. Niepodległości w Warszawie.
W okresie 1986–1996 kierownik Pracowni Konserwacji Plakatu, a następnie w latach 1997-2013 kurator Muzeum Plakatu w Wilanowie (oddziału Muzeum Narodowego w Warszawie) będącego pierwszym na świecie muzeum poświęconym plakatowi.
Na tym stanowisku kontynuowała prace poprzedników i poza rozwojem muzeum oraz jego kolekcji o prace m.in. takich twórców jak Henri de Toulouse-Lautrec, Jules Chéret, Théophile Alexandre Steinlen zrealizowała wiele ekspozycji z zakresu sztuki plakatu w muzeum, w galeriach w Polsce i na świecie. Zorganizowała również szereg edycji konkursu Międzynarodowego Biennale Plakatu w Warszawie oraz rozwinęła współpracę Muzeum Plakatu z licznymi krajowymi i zagranicznymi instytucjami kulturalnymi m.in. w Australii, Japonii, Francji, Niemczech, Izraelu, USA, Meksyku i na Tajwanie.
W latach 2014–2022 Kierownik Pracowni Dokumentacji Konserwatorskiej w Dziale Konserwacji Muzeum Narodowego w Warszawie. Odpowiedzialna za opracowanie założeń i realizację projektu Systemu Planowania i Karty Konserwatorskiej - aplikacji współpracującej z cyfrową bazą danych muzeum, w zakresie digitalizacji i archiwizacji bieżących oraz archiwalnych dokumentacji i fotografii konserwatorskich. 
Należy do interdyscyplinarnego zespołu osób zajmujących się obszarem obrazowania dzieł sztuki z użyciem aparatury RTG i TK oraz wykorzystaniem w tym zakresie technologii Microsoft HoloLens.

## Praca dydaktyczna
W latach 2003–2007 wykładowca w Wyższej Szkole Fotografii w Warszawa - obecnie Akademii Fotografii w zakresie historii plakatu i wystawiennictwa.
W latach 2006–2010 wykładowca historii plakatu w założonej przez prof. Antoniego Fałata Europejskiej Akademii Sztuk w Warszawie. Od 2011 roku do chwili obecnej wykłada historię plakatu na Kierunku Grafiki w Wyższej Szkole Informatyki Stosowanej i Zarządzania w Warszawie.
Członek Mazowieckiego Oddziału Stowarzyszenia Muzealników Polskich oraz członek Międzynarodowej Rady Muzeów ICOM (International Council of Museums).
Autorka książek i katalogów oraz wielu artykułów nt. projektowania graficznego, sztuki plakatu i jego historii oraz konserwacji papieru w specjalistycznych wydawnictwach.

## Odznaczenia
- w 2001 otrzymała „Nagrodę Południa” dzielnicy Warszawa Wilanów za popularyzację sztuki plakatu jako kurator Muzeum Plakatu w Wilanowie.
- w 2003 roku odznaczona Medalem „Zasłużony Działacz Kultury.
- w 2013 roku odznaczona Srebrnym Krzyżem Zasługi  za działalność w sferze kultury[1]
- w 2022 została odznaczona Srebrnym Medalem „Zasłużony Kulturze Gloria Artis”MKiDN - Medal Zasłużony Kulturze - Gloria Artis [online] [dostęp 2022-06-21] (pol.)..

## Wybrane publikacje
- oprac.red. - katalogi kolejnych edycji Międzynarodowego Biennale Plakatu w Warszawie, Warszawa, Muzeum Plakatu w Wilanowie, 1998-2012
- Żądło propagandy PRL-u 1945-1956, Warszawa, Muzeum Plakatu w Wilanowie, 2001
- katalogi kolejnych edycji Konkursu Prezydenta RP na najlepszy dyplom ukończenia studiów w zakresie sztuk pięknych i sztuk projektowych (współautor Dorota Folga-Januszewska, Warszawa, Muzeum Plakatu w Wilanowie/Akademia Sztuk Pięknych w Warszawie, 2002-2005
- Poligrafia Sztuce. Sztuka Poligrafii (współpr. meryt.), Warszawa, Akademia Sztuk Pięknych w Warszawie, 2005
- L’affiche polonaise de 1945 à 2004 : des slogans et des signes (współautor Jean-Claude Famulicki), Paryż, La Découverte, 2005
- Polonia 1900-1939. Polski plakat przedwojenny, MUVIM Walencja, Walencja, MUVIM, 2007
- W potajemnym warsztacie. Wojciech Zamecznik (1923–1967) w: 2+3 D, 3/2008, ISSN 1642-7602
- Plakaty w zbiorach Muzeum Plakatu w Wilanowie = Posters from the Poster Museum at Wilanów collection (współautor Agata Szydłowska), Warszawa, Muzeum Narodowe w Warszawie, 2008
- Chopin. Polski plakat, Lesko, Wydawnictwo BoSz, 2010
- Fryderyk Chopin w plakacie artystycznym, Warszawa, Fundacja „Teraz Mazowsze”, 2010
- Polski plakat filmowy, w: Ethos. R. 23, nr 89(1/2010), Lublin, Instytut Jana Pawła II i Fundacja Jana Pawła II, 2010, s.165-174 ISSN 0860-8024
- History in 192 images - The Polish Poster - 1917-2007, Bukareszt, Instytut Polski w Bukareszcie, 2011
- Cyrk (idea, konsult. meryt.), Warszawa, Dwie Siostry, 2012
- Ach! Plakat filmowy w Polsce (konsult. meryt.), Lesko, Wydawnictwo BoSz, 2013
- Filmy Andrzeja Wajdy w światowym plakacie filmowym, Łódź, Muzeum Kinematografii w Łodzi, 2014
- Polish poster. Face or Mask (współautor Zdzisław Schubert), Tokio, Musashino Art University, 2014
- Wojciech Zamecznik, w: Piękni XX-wieczni. Polscy projektanci graficy, Kraków, 2+3 D, 2017, s.210-217
- Galeria Rzeźb Adama Myjaka, Europejskie Centrum Muzyki Krzysztofa Pendereckiego w Lusławicach, Lusławice, 2015
- OTO, Sztuka polskiego plakatu (współpr. meryt.), Lesko, Wydawnictwo BoSz, 2015
- Katalog wystawy polskiego plakatu współczesnego  To Hear. To See., Pekin, Chiny, Kręgi Sztuki, 2015
- Katalog wystawy polskiego plakatu współczesnego Indifference is Forbidden!, Pekin, Chiny, Kręgi Sztuki, 2017
- Krótko na dłuższy temat, w: Mieczysław Wasilewski. Plakat &... (red. Maria Magdalena Kurpik), Warszawa, Akademia Sztuk Pięknych w Warszawie i Wyższa Szkoła Informatyki Stosowanej i Zarządzania WIT, 2018, s.338-357
- The “pregnant mummy” from Warsaw reassessed: NOT pregnant. Radiological case study, literature review of ancient feti in Egypt and the pitfalls of archaeological and non‑archaeological methods in mummy studies (K. Braulińska, Ł. Kownacki, D. Ignatowicz-Woźniakowska, M. Kurpik), w: Archaeological and Anthropological Sciences, Springer, 2022, Volume 14, article number 158.

## Wybrane działania zawodowe
- Kurator ponad 40 wystaw plakatu w Polsce i za granicą, 1996-2018
- Rada Programowa i Komitet Organizacyjny Międzynarodowego Biennale Plakatu w Warszawie, 1998-2013
- Jury Galeria Plakatu AMS, otwarte konkursy dla młodych grafików na plakat o tematyce społecznej i kulturalnej, 2005-2012
- Jury International Poster Competition, Tajpej, Tajwan, wykłady nt. historii plakatu, Tajpej oraz Taizhong, Tajwan, 2006
- Jury International Poster Competition, Tajpej, Tajwan, wykłady o historii plakatu polskiego i projektowania graficznego, Asia University, Tajpej oraz Taizhong, Tajwan, 2007
- Wystawy plakatu polskiego, Dni Kultury Polskiej, Pekin, Szanghaj, Chiny, 2008
- Jury X International Poster Biennale, Meksyk, Xalapa, wykłady o polskiej sztuce plakatu XXI wieku i jej międzynarodowych kontekstach, Meksyk, Xalapa, Meksyk, 2008
- Jury międzynarodowego konkursu na plakat poświęcony Unii Europejskiej, Bruksela, Belgia, 2009
- Jury międzynarodowego konkursu na plakat, Death is not Justice, Poster For Tomorrow, Paryż, Francja, 2010
- Jury międzynarodowego konkursu na plakat, Poster For Tomorrow, Paryż, Francja, 2011
- Jury międzynarodowego konkursu na plakat, Gender Equality Now!, Poster For Tomorrow, Paryż, Francja, 2012
- Międzynarodowy komitet konkursu na plakat, projekt Glob-All Mix / Rio+20, Rio de Janeiro, Brazylia, 2012
- Opracowanie i realizacja koncepcji Galerii Plakatu Muzycznego drugiej połowy XX wieku w ramach projektu Współbrzmienie Sztuk, Europejskie Centrum Muzyki Krzysztofa Pendereckiego w Lusławicach, 2014
- Wystawa współczesnego polskiego plakatu Indifference is Forbidden!, Pekin, Chiny, 2017